# Artur Ferdinandowitsch Loleit

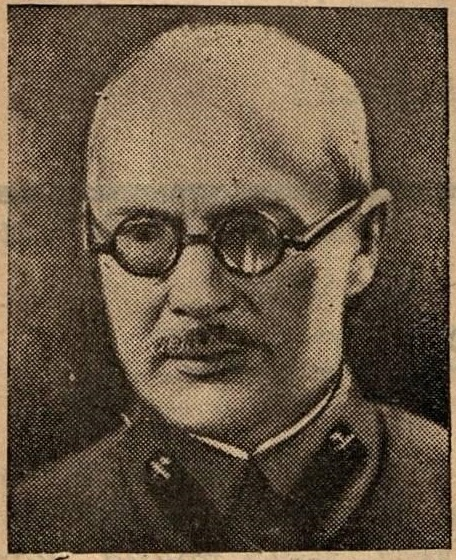
Artur Ferdinandowitsch Loleit

Artur Ferdinandowitsch Loleit (russisch Артур Фердинандович Лолейт; * 5. Junijul. / 17. Juni 1868greg. in Orjol; † 4. Juni 1933 in Moskau) war ein russischer Bauingenieur, Architekt und Hochschullehrer.

## Leben
1886 nach dem glänzenden Abschluss des Orjoler Jungengymnasiums verdiente Loleit sich durch Nachhilfeunterricht 150 Rubel, um an der Universität Moskau in der Mathematischen Abteilung der Physikalisch-Mathematischen Fakultät zu studieren. Mit der Arbeit Theorie der Klappgelenke gewann er 1891 eine Silbermedaille als Zweiter nach dem Goldmedaillengewinner S. A. Tschaplygin. Nach bestandenem Examen erhielt er das Diplom I. Klasse für Angewandte Mechanik.
Von 1890 bis 1893 war Loleit am Bau des Warenhauses GUM des Architekten A. N. Pomeranzew bei der Projektierung sowie bei der Berechnung und Ausführung der Stahlbetonkonstruktionen zusammen mit dem Architekten P. P. Schtschokotow und dem Ingenieur W. G. Schuchow beteiligt. Von 1892 bis 1914 arbeitete Loleit in J. A. Hookes Aktiengesellschaft für die Produktion von Beton- und anderen Baukonstruktionen, in der er schließlich Geschäftsführer wurde. 1892 bis 1902 baute er zusammen mit dem Architekten K. M. Bykowski das Zoologische Museum der Universität Moskau. 1898 bis 1904 wirkte er am Bau des Kaiser-Alexander III.-Museums der schönen Künste mit. 1903 bis 1905 führte er den Bau der lutherischen St. Peter-und-Paul-Kathedrale des Architekten W. A. Kossow nach dessen Rücktritt zu Ende. 1905 erfand er die balkenfreie Decke. 1907 schuf er die erste weit gespannte Stahlbetonkonstruktion auf einer Webereihalle in Bogorodsk. 1909 baute er das erste Stahlbeton-Silo für eine Moskauer Brauerei. Er war Mitglied der Russischen Technischen Gesellschaft und der Moskauer Architekturgesellschaft.
Neben seiner praktischen Tätigkeit hielt Loleit ab 1916 Vorlesungen über Baumechanik und Stahlbetonkonstruktionen an der Moskauer Hochschule für Malerei, Bildhauerei und Architektur. Er lehrte an der Technischen Universität Moskau, von der er 1923 zum Professor ernannt wurde, und an der Moskauer Universität für Bauwesen. 1927 wurde er Stellvertretender Wissenschaftlicher Direktor des neu gegründeten Instituts für Anlagenbau. 1931 entwickelte er eine neue Methode zur Berechnung von Stahlbetonkonstruktionen für höchste Beanspruchungen. Ab 1932 arbeitete er als Professor am Lehrstuhl für Stahlbetonkonstruktionen der Kuibyschew-Militärakademie für Pioniertruppen. Einer seiner Schüler war A. A. Gwosdew.
Loleit war Mitglied der von Nikolai Ladowski 1923 gegründeten Assoziation neuer Architekten (ASNOWA).
Nach der Oktoberrevolution arbeitete Loleit hauptsächlich als Ingenieur. 1923 projektierte er die All-Unions-Landwirtschaftsausstellung in Moskau. 1925 erweiterte er  das 1913 von Nikolai Strukow gebaute Mosselprom-Gebäude. 1925 bis 1927 baute er zusammen mit dem Architekten G. B. Barchin das Gebäude der Iswestija.
Loleit wurde auf dem Moskauer Wwedenskoje-Friedhof begraben.